# 니즈니노브고로드 지하철
니즈니노브고로드 지하철(러시아어: Нижегоро́дский метрополите́н, 옛이름 고리키 지하철(러시아어: Го́рьковский метрополите́н))은 러시아 니즈니노브고로드 시의 지하철이다. 1977년 12월 17일부터 공사가 시작되어 1985년 11월 20일에 개통되었다. 현재 14개 역사에 18.8km를 운영하고 있다.

## 역사
니즈니노브고로드(소련 시기 이름 고리키)는 볼가 중부에서 큰 도시였다. 1970년대 중반 인구가 백만명을 돌파하면서 소련은 신속한 교통 시스템을 개발하라는 요구 사항에 부딪히게 된다. 이 지하철의 건설은 1977년 12월 17일 시작되었으며, 1985년 11월 20일 개통하면서 러시아에서 세 번째로 개통한 지하철, 소련에서 10번째로 개통한 지하철이 되었다.

### 도시 배치
다른 소련 시기 대도시와는 달리, 니즈니노브고로드는 시내가 3개를 축선으로 한 전통적인 삼각형 배치가 아닌 6개를 축선으로 한 육각형 배치였다. 이는 특이한 도시 배치였다. 니즈니노브고로드에는 오른편에 볼가강 둑이 있으며, 오카강과 합류하는 위치이다. 20세기 동안, 도시는 다축형으로 발전했다. 오카강의 높은 언덕 오른쪽 둑에 위치한 니즈니노브고로드 크렘린을 포함한 옛 시내는 행정, 문화, 교육 기능을 맡았으며, 왼편의 저지대 둑 지역은 카나비노(도시 중앙 기차역과 가장 큰 도시 교통의 허브 지역) 및 소르모보(가장 큰 산업 시설인 크라노예 소르모보 공장과 GAZ 자동차 공장이 위치) 주변은 도시의 중심지인 대부분의 산업 및 주요 주거 지역이었다.

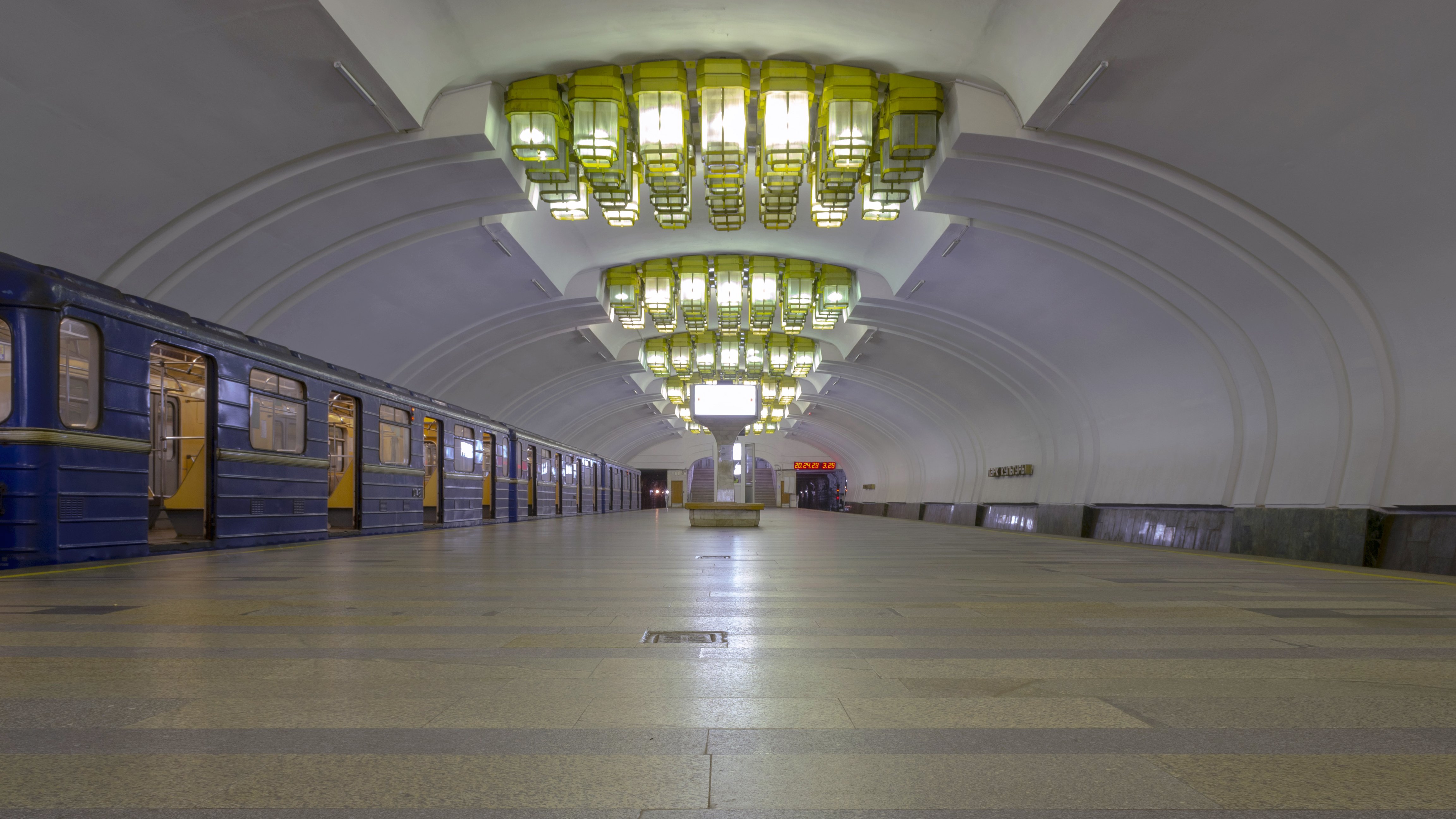
파르크 쿨투리역

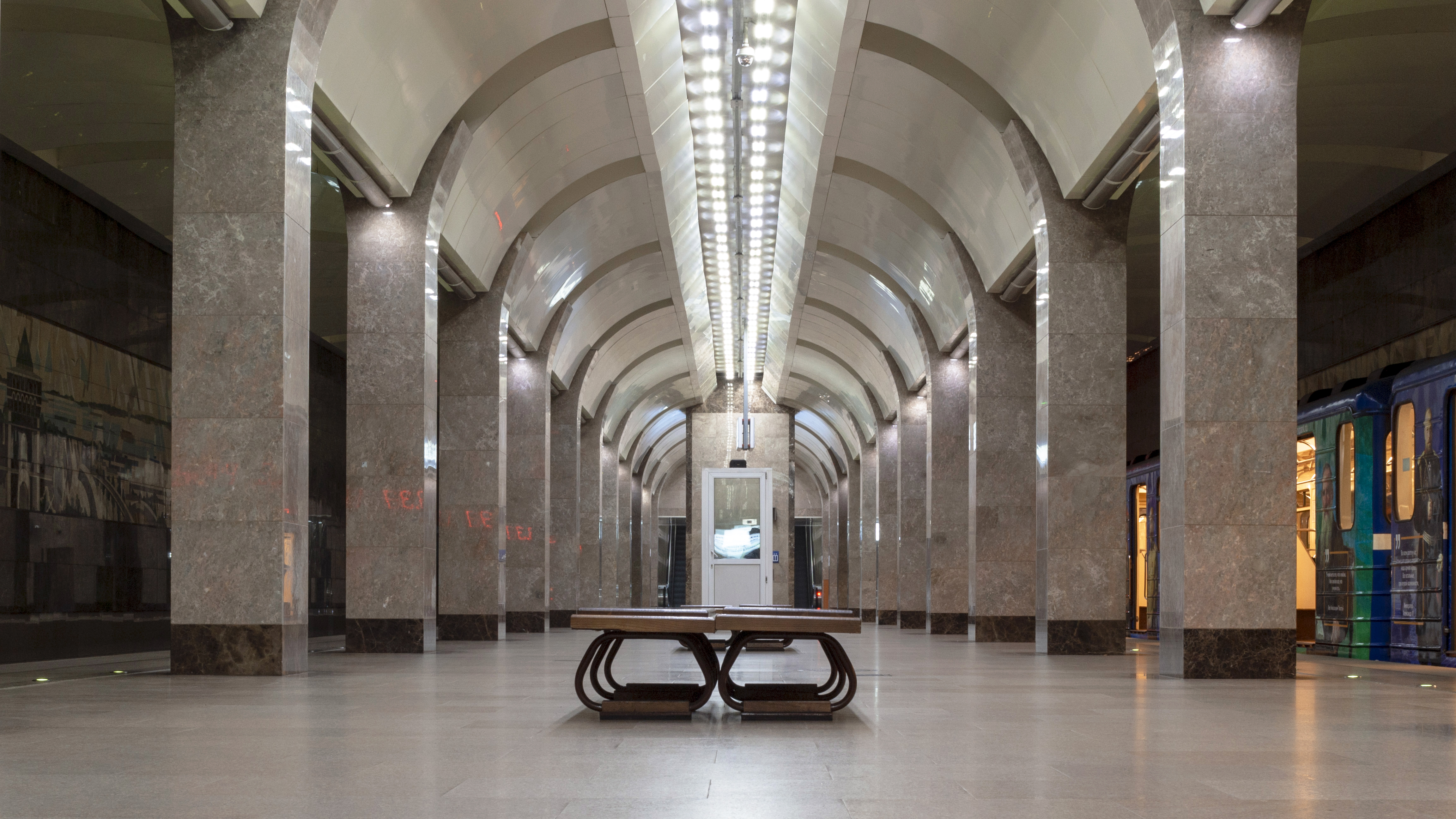
고리콥스카야역

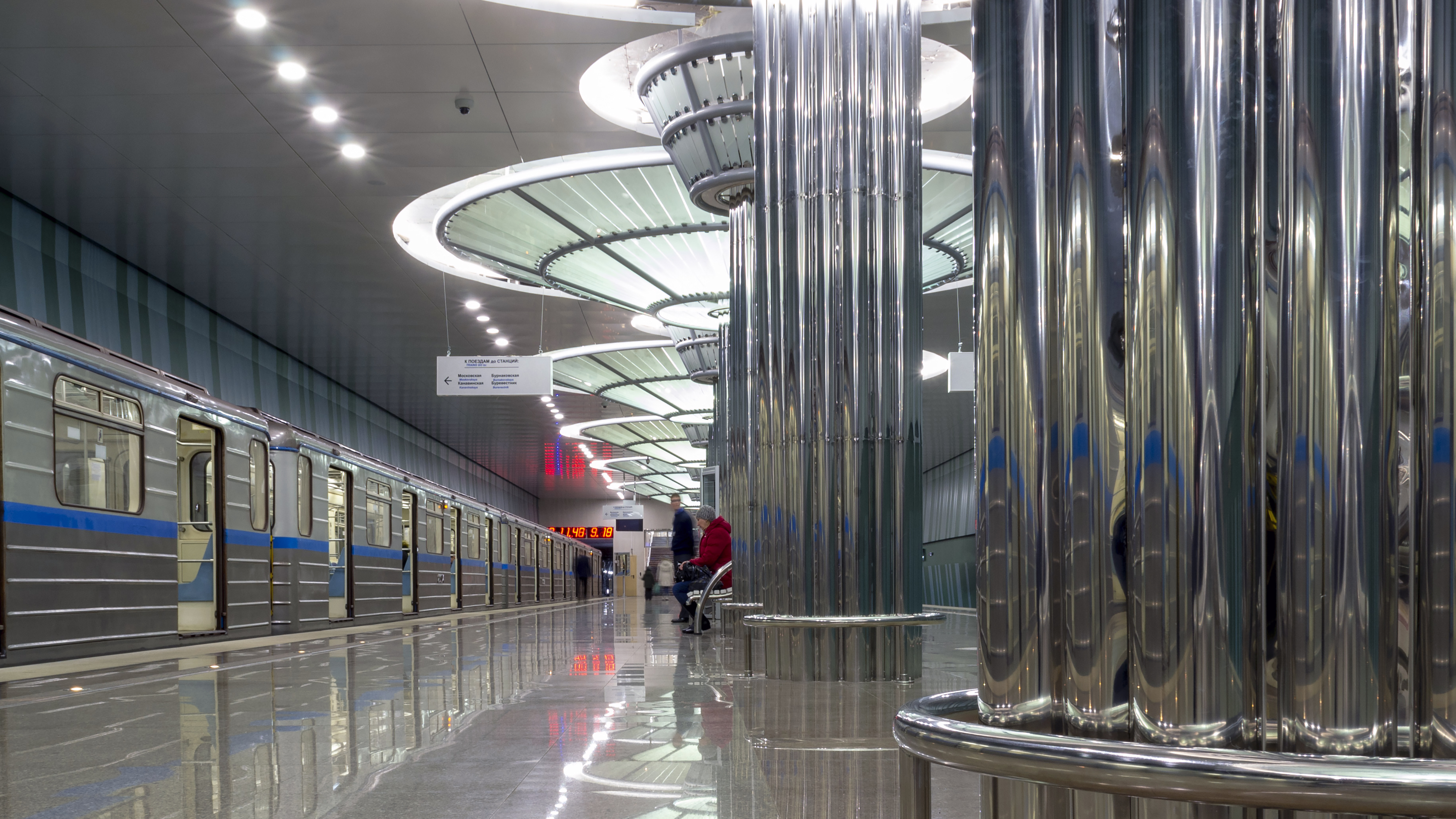
스트렐카역

### 지하철 배치
이러한 물리적인 혼란상에 직면하자, 이 지하철 계획은 2개 노선 총 14개 역으로 구성하여 4단계로 개통한다는 것으로 구성되었다. 지하철의 중심역인 모스콥스카야 역은 니즈니노브고로드 중앙 기차역에 위치시키며, 2면 4선의 플랫폼으로 계획했다.
1단계
1단계는 압토자보츠카야 선(Автозаводская)중심의 개발이다. 이 구간은 오카강 서측을 따라 설계된 레닌스키 지역의 압토자보츠카야 역 주변의 GAZ자동차 공장과 이 중심으로 발달된 주거공간과 공업구역으로 구성된 지역이다.
2단계
2단계는 소르몹스코 메셰르스카야 선(Сóрмовско-Мещéрская) 개발이다. 모스콥스카야 역 서쪽으로 개발하고자 계획되었다.
3단계
3단계는 다리를 놓아 오카강 서측과 동측을 연결하는 계획이다. 이 계획은 압토자보츠카야 선의 연장으로 모스콥스카야 역과 고리콥스카야 사이 구간이다.
4단계
마지막 단계인 4단계는 소르몹스카야 역을 통해 북서부 볼가 강 둑의 메쉬체르스코예 오제로 주거지역의 지역 철도역까지 연결한다는 계획이다. 이 모든 계획은 1990년까지 완료하며, 20개 역 25km가 될 예정이었다.
개통 순서
역 개업 순서는 소련 시대 승객 및 산업 중심지의 흐름 및 차량기지 배치 문제로 영향을 받게 되었다. 강을 건너는 사람들은 오늘날만큼보다는 많지 않았다. GAZ 뿐 아닌 아브토카보츠스키 지역의 지배적인 고용주 뿐 아니라 도시 북부 지역에서는 인력이 많이 오고갔다. 차량 기지에 적합한 부지는 오직 자동차 공장 근처에만 존재했다.

### 연표
| 구간                            | 개통일           | 길이    |
| ------------------------------- | ---------------- | ------- |
| 모스콥스카야 - 프롤레타르스카야 | 1985년 11월 20일 | 7.8 km  |
| 프롤레타르스카야 - 콤소몰스카야 | 1987년 8월 8일   | 2.4 km  |
| 콤소몰스카야 - 파르크 쿨투리    | 1989년 11월 15일 | 2.2 km  |
| 모스콥스카야 - 부르나콥스카야   | 1993년 12월 20일 | 2.6 km  |
| 부르나콥스카야 - 부레베스트니크 | 2002년 9월 9일   | 1.3 km  |
| 모스콥스카야 - 고리콥스카야     | 2012년 11월 4일  | 3.5 km  |
| 모스콥스카야 - 스트렐카 역      | 2018년 6월 13일  | 3.1 km  |
| 총                              | 15 개역          | 21.6 km |

## 영업

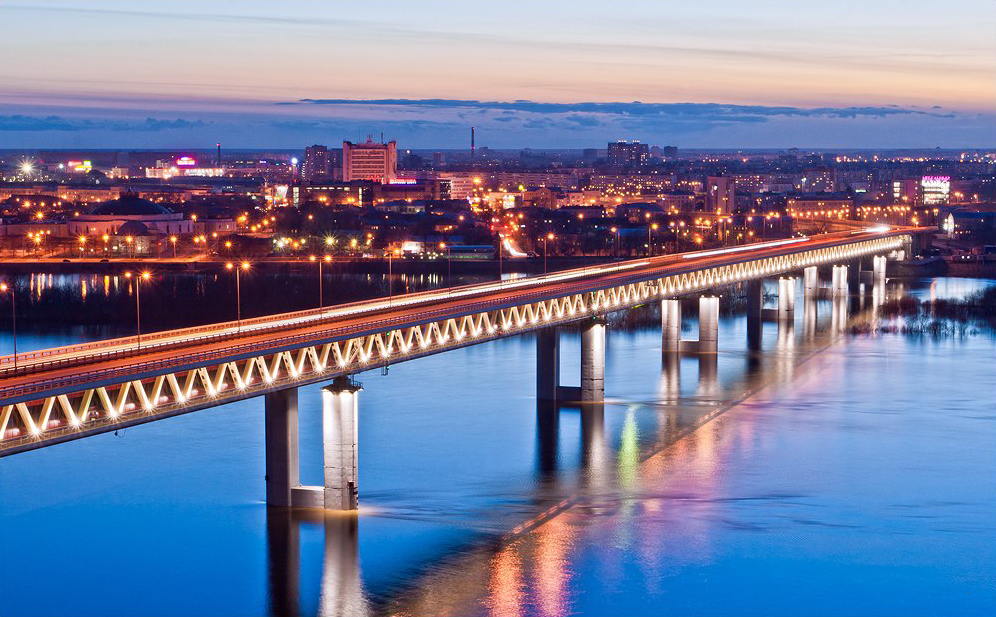
니느니노브고로드 지하철 다리

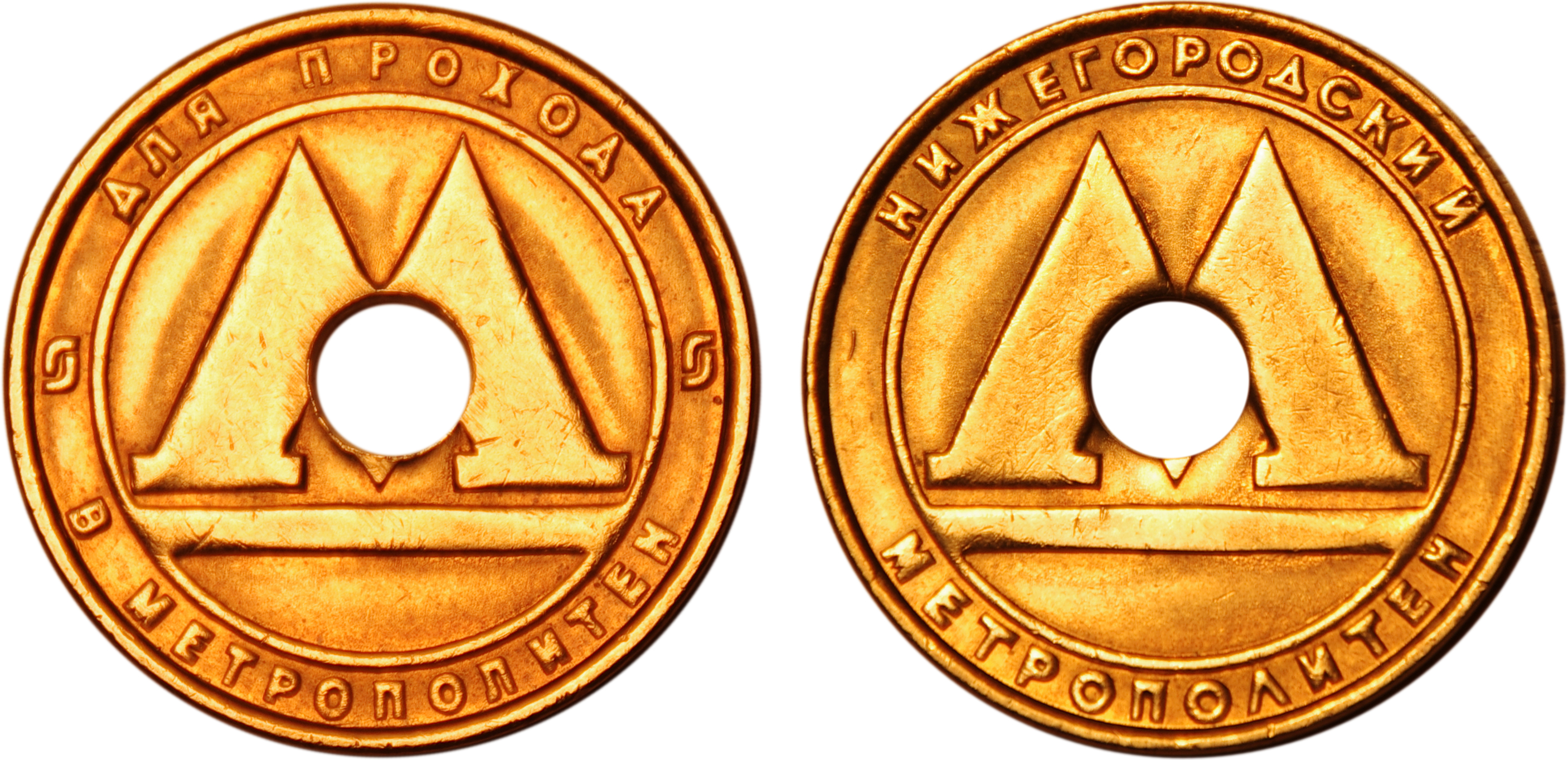
지하철을 탈 때 이용하는 금속 토큰.

니즈니노브고로드 지하철은 2개 노선 14개 역으로 운행하고 있다.
1개 역을 제외한 13개 역 모두가 지하에 위치해 있으며, 모든 역이 얕은 수준에서 제작되었다. 모스콥스카야 역은 옛 소련의 독특한 5개 기둥 형태이며, 치칼롭스카야 역, 레닌스카야 역, 파르크 쿨투리 역, 카나빈스카야 역은 표준 단일 기둥 형태이고, 나머지는 표준 3개 기둥 형태이다. 부레베스트니크 역은 지상역으로 측면에 플랫폼이 위치한 형태이다.
지하철의 철도 차량은 프롤레타르스카야 역에 위치한 차량기지를 이용하며, 종류는 80 81-717/714 모델을 사용하고 있다. 각각의 철량 길이는 자동차 4개 길이이다. 따라서, 공식적으로는 20량 전차를 만드는 것이 가능하지만 실제로는 이렇게 길게 운행하지 않으며, 열차 간 간격은 정오에 7분 30초 ~ 8분 정도이다.

### 노선
| 번호 | 이름                                            | 노선                            | 개통   | 길이    | 역      |
| ---- | ----------------------------------------------- | ------------------------------- | ------ | ------- | ------- |
|      | 압토자보츠카야 선(Автозаводская)                | 고리콥스카야 역 - 파르크 쿨투리 | 1985년 | 14.5 km | 11      |
|      | 소르몹스코 메셰르스카야 선(Сóрмовско-Мещéрская) | 부레베스트니크 - 스트렐카       | 1993년 | 7.6 km  | 5       |
| 총합 | 총합                                            | 총합                            | 총합   | 21.6 km | 15개 역 |

## 같이 보기
- 니즈니노브고로드 지하철의 역 목록